# 小国村 (広島県)
小国村（おぐにむら）は、広島県世羅郡にあった村。現在の世羅郡世羅町の一部にあたる。

## 地理
- 河川：津口川（美波羅川）[2]

## 歴史
- 1889年（明治22年）4月1日、町村制の施行により、世羅郡小国村が単独で村制施行し、小国村が発足[1][2]。
- 1900年（明治33年）広島控訴院管内広島地方裁判所尾道裁判所管轄・小国出張所開設（小国・神田・津名・吉川・上山6か村の登記事務担当）[2]。
- 1908年（明治41年）小国村産業組合設立[2]。
- 1919年（大正8年）小国郵便局開設[2]。
- 1926年（大正15年）小国商業組合設立[2]。
- 1955年（昭和30年）3月31日、世羅郡津久志村（一部、大字山中福田）、津名村（一部、大字上津田・下津田・長田）、吉川村（一部、大字中・黒川と吉原の一部）と合併し、町制施行して世羅西町を新設して廃止された[2][1]。

## 産業
- 農業、商業[2]

## 教育
- 1903年（明治36年）小国尋常小学校校舎新築[2]。1909年（明治42年）小国尋常高等小学校と改称[2]。1921年（大正10年）農業補習学校併設[2]。
- 1921年（大正10年）潮音寺内に私立小国女子補習学院（家庭裁縫所）設立[2]。